# I liga polska w piłce siatkowej kobiet (1967/1968)
I liga polska w piłce siatkowej kobiet 1967/1968 – 32. edycja rozgrywek o mistrzostwo polski w piłce siatkowej kobiet.

## Drużyny uczestniczące
| | I liga 1967/1968  |    |      |
| --- | ----------------- | -- | ---- |
| KRA | Wisła Kraków      | 1  | PEMK |
| LEG | Legia Warszawa    | 2  |      |
| ŁÓD | Start Łódź        | 3  |      |
| GDA | AZS Gdańsk        | 4  |      |
| WAR | AZS AWF Warszawa  | 5  |      |
| ŚWI | Polonia Świdnica  | 6  |      |
| GDY | Start Gdynia      | 7  |      |
| WAR | Spójnia Warszawa  | 8  |      |
| WRO | Gwardia Wrocław   | 9  |      |
| KAT | Kolejarz Katowice | 10 |      |
| | Awans z II ligi   |    |      |
| GDA | Gedania Gdańsk    |    |      |
| TOR | Budowlani Toruń   |    |      |
| Oznaczenia: - kolumna pierwsza – skróty nazw drużyn wpisane na mapie (jeśli ta została zamieszczona), - kolumna trzecia – miejsce zajęte przez daną drużynę w poprzednim sezonie. |                   |    |      |

## Klasyfikacja końcowa
| Miejsce | Drużyna           |
| ------- | ----------------- |
| 1.      | Start Łódź        |
| 2.      | Legia Warszawa    |
| 3.      | Wisła Kraków      |
| 4.      | AZS Gdańsk        |
| 5.      | AZS AWF Warszawa  |
| 6.      | Polonia Świdnica  |
| 7.      | Kolejarz Katowice |
| 8.      | Spójnia Warszawa  |
| 9.      | Start Gdynia      |
| 10.     | Budowlani Toruń   |
| 11.     | Gedania Gdańsk    |
| 12.     | Gwardia Wrocław   |

     spadek do II ligi